# Giovanni Tommaso Malloni
Giovanni Tommaso Malloni (Vicenza, 1579 – Belluno, 7 febbraio 1649) è stato un vescovo cattolico e teologo italiano.

## Biografia
Nacque a Vicenza da una nobile famiglia originaria della Rezia superiore. Fin da giovane si distinse per il suo ingegno e la sua inclinazione religiosa. Decise quindi di entrare nella Congregazione dei chierici regolari di Somasca. Dopo aver completato gli studi di filosofia e teologia sotto la guida di teologi di rilievo, intraprese la carriera accademica, insegnando in diverse città italiane, tra cui Roma e Pavia. La sua preparazione e competenza lo portarono a ricoprire ruoli di responsabilità all'interno della Congregazione, come preposito in vari collegi.
Oltre alla sua carriera di insegnante, fu anche un apprezzato predicatore. La sua oratoria lo rese una figura di spicco nell'ambito ecclesiastico e accademico, e fu richiesto in numerose città italiane per predicare e difendere teologicamente alcune questioni di rilevanza. La sua predicazione era caratterizzata da una forte enfasi sulla salvezza delle anime, con un approccio che combinava autorità dottrinale e capacità comunicative. Inoltre, la sua carriera accademica proseguì con incarichi di rilievo, come definitore generale e procuratore generale della Congregazione, nonché visitatore generale di numerosi collegi.
Il 5 giugno 1628 papa Urbano VIII lo nominò vescovo di Sebenico, allora parte dei domini della Repubblica di Venezia. Dopo l'ordinazione episcopale, avvenuta il 13 giugno successivo per mano del cardinale Antonio Barberini, prese possesso della diocesi e vi svolse il suo ministero pastorale, cercando di risanare la disciplina ecclesiastica e promuovere una maggiore pietà tra il clero e il popolo. La sua figura divenne nota per il suo equilibrio tra severità e affabilità, qualità che gli permisero di guadagnarsi il rispetto di sacerdoti e laici.
Nel 1634, a seguito della rinuncia del vescovo Giovanni Dolfin, fu trasferito alla diocesi di Belluno, dove si impegnò in un'ulteriore riforma pastorale. Qui continuò il suo lavoro di restaurazione della disciplina ecclesiastica, con l'organizzazione di un sinodo diocesano nel 1639 e la promozione di riforme nelle strutture educative locali, come il seminario diocesano.
Negli ultimi anni di vita soffrì di problemi di salute che lo costrinsero a ridurre le sue attività. Continuò tuttavia a dedicarsi ai suoi impegni pastorali fino alla morte, avvenuta il 7 febbraio 1649, nella città di Belluno. Fu sepolto nella cattedrale di San Martino, dove una lapide ne ricorda il servizio alla diocesi.

## Opere
- (LA) Giovanni Tommaso Malloni, Ioannis Thomae Malloni Vicentini, c. r. Congregationis Somaschae. De principijs. Causisque rerum naturalium conclusiones, Venezia, Marcantonio Zaltieri, 1599, SBN CNCE058652.

## Genealogia episcopale
La genealogia episcopale è:
- Cardinale Guillaume d'Estouteville, O.S.B.Clun.
- Papa Sisto IV
- Papa Giulio II
- Cardinale Raffaele Riario
- Papa Leone X
- Papa Paolo III
- Cardinale Francesco Pisani
- Cardinale Alfonso Gesualdo
- Papa Clemente VIII
- Cardinale Pietro Aldobrandini
- Cardinale Laudivio Zacchia
- Cardinale Antonio Barberini, O.F.M.Cap.
- Vescovo Giovanni Tommaso Malloni, C.R.S.